# Heinkel He 74
Die Heinkel He 74 war ein Fortgeschrittenen-Übungsflugzeug und Behelfsjagdflugzeug des Herstellers Ernst Heinkel Flugzeugwerke aus den 1930er-Jahren.

## Geschichte
Der Entwurf der He 74 geht auf Walter Günter, den Zwillingsbruder des Heinkel-Konstrukteurs Siegfried Günter, zurück, der 1933 einen aerodynamisch hochwertigen Doppeldecker als kunstflugtaugliches Fortgeschrittenen-Übungsflugzeug für die Jagdfliegerausbildung konstruierte. Gleichzeitig war der Entwurf entsprechend den Luftrüstungsplänen der Reichswehr als sogenannter Heimatschutzjäger vorgesehen, wozu die geringe Reichweite und die nur schwache Bewaffnungsmöglichkeit mit einem MG als ausreichend angesehen wurde.
Weitere Teilnehmer der Ausschreibung waren die Focke-Wulf Fw 56, die Henschel Hs 121 und die Arado Ar 76. Obwohl die Flugeigenschaften teils besser als die der Wettbewerber waren, floss in die Wertung ein, dass das C-Amt die Zukunft bei Eindeckern sah. Gewinner der Ausschreibung war die Fw 56 mit der Ar 76 als Ausweichlösung.
Die He 74a diente vorrangig der Erprobung verschiedener Tragflächenprofile. Es wurden insgesamt nur drei in den Abmessungen etwas differierende Prototypen und fünf Serienmaschinen der Ausführung He 74b hergestellt. Nach einer anderen Quelle soll von der He 74a und der He 74b jedoch nur jeweils ein Exemplar hergestellt worden sein.

## Konstruktion
Die He 74 war ein einstieliger verspannter Doppeldecker mit gestaffelten Tragflächen, wobei die untere Fläche deutlich kleiner war. Die Tragflächen besaßen zwei Holme in Holzbauweise und eine Sperrholzbeplankung. Querruder waren nur im Oberflügel vorhanden. Die beiden I-Stiele waren ebenso aerodynamisch verkleidet wie das feste Spornradfahrwerk mit freitragenden Federbeinen. 
Das Rumpfgerüst war eine geschweißte Stahlrohrkonstruktion, die durch ein Formgerüst auf einen ovalen Querschnitt gebracht wurde und mit Stoff bespannt war. Der Pilot saß in einem offenen Cockpit hinter der Oberflügelhinterkante.

## Technische Daten
| Kenngröße             | Daten (Heinkel He 74a)                                                       |
| --------------------- | ---------------------------------------------------------------------------- |
| Besatzung             | 1                                                                            |
| Spannweite            | oben 8,15 m unten 7,00 m                                                     |
| Länge                 | 6,45 m                                                                       |
| Höhe                  | 2,20 m                                                                       |
| Flügelfläche          | 14,95 m²                                                                     |
| Flügelstreckung       | 6,9 (oben), 7,8 (unten)                                                      |
| Flächenbelastung      | 68,00 kg/m²                                                                  |
| Leistungsbelastung    | 4,24 kg/PS                                                                   |
| Flächenleistung       | 16,05 PS/m²                                                                  |
| Leermasse             | 700 kg                                                                       |
| Rüstmasse             | 790 kg                                                                       |
| max. Startmasse       | 1017 kg                                                                      |
| Antrieb               | ein Argus As 10 C, 240 PS (177 kW) mit Verstell-Metalluftschraube (⌀ 2,30 m) |
| Kraftstoffvorrat      | 104 l                                                                        |
| Höchstgeschwindigkeit | 280 km/h                                                                     |
| Reisegeschwindigkeit  | 240 km/h                                                                     |
| Landegeschwindigkeit  | 88 km/h                                                                      |
| Steigzeit             | 2,6 min auf 1000 m Höhe                                                      |
| Reichweite            | 700 km                                                                       |
| Dienstgipfelhöhe      | 4800 m                                                                       |